# Olympic Hóa học Quốc tế
Olympic Hóa học Quốc tế (tiếng Anh: International Chemistry Olympiad, viết tắt là IChO) là một kỳ thi học thuật quốc tế hóa học hàng năm dành cho các học sinh trung học phổ thông. Đây là một trong các kỳ thi Olympic Khoa học Quốc tế.
IChO lần đầu tiên được tổ chức ở Praha, Tiệp Khắc, vào năm 1968. Từ đó kỳ thi được tổ chức hàng năm trừ năm 1971. Các đoàn đại biểu tham dự lần đầu tiên hầu hết là các nước thuộc khối phía Đông cũ. Cho đến năm 1980, Olympic Hóa học Quốc tế lần thứ 12 được tổ chức bên ngoài khối, ở Áo.

## Cấu trúc và các luật lệ của kỳ thi

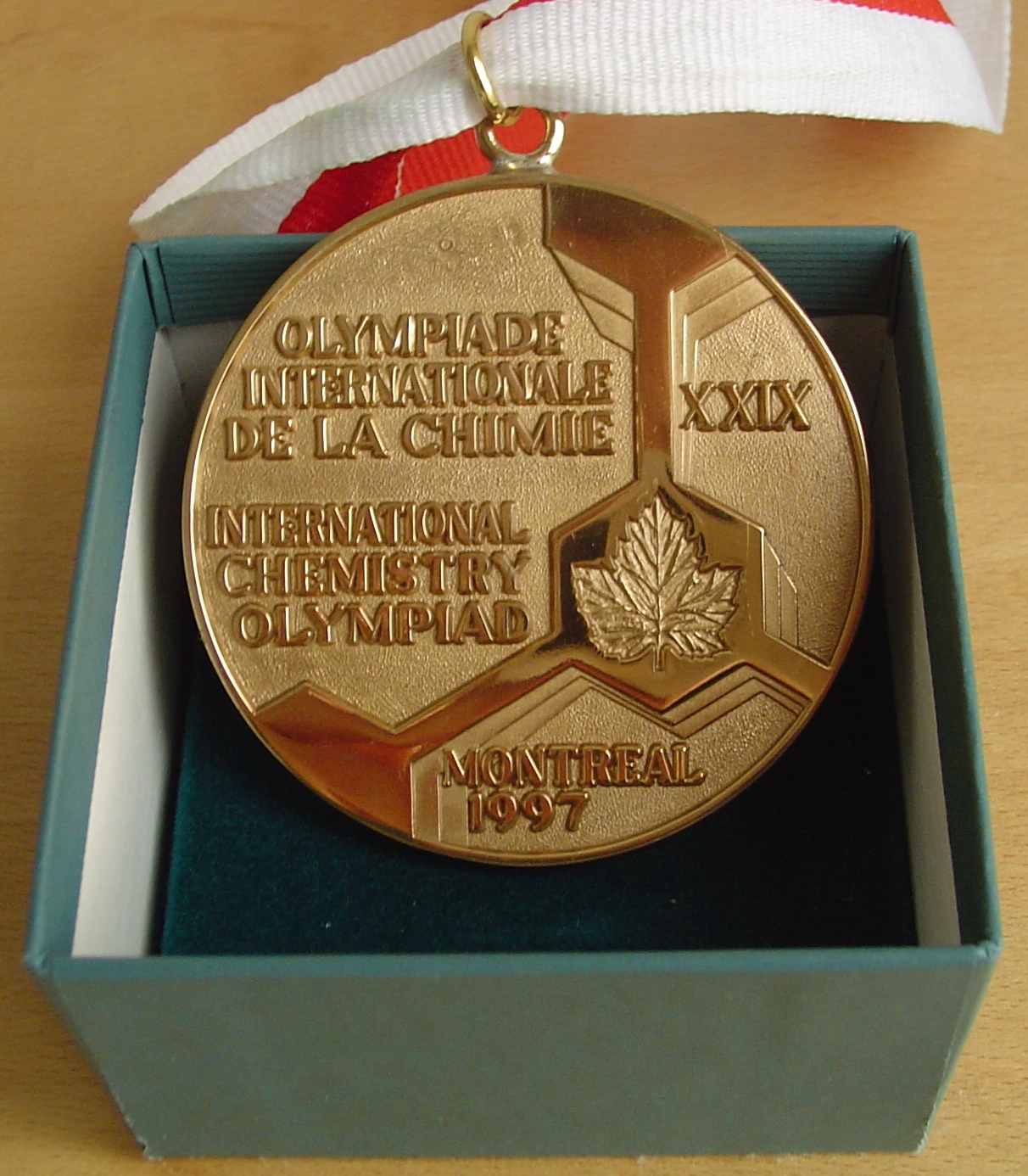
Một huy chương Olympic Hóa học Quốc tế

### Thành phần đoàn dự thi mỗi nước
Mỗi đoàn đại biểu gồm tối đa bốn học sinh và hai cố vấn (một người trong số họ được chỉ định làm lãnh đạo đoàn hoặc "người đỡ đầu"). Một phái đoàn cũng có thể bao gồm một số ít khách mời và quan sát viên khoa học. Học sinh phải dưới 20 tuổi và không được ghi danh là sinh viên chính quy trong các tổ chức giáo dục sau trung học. Trung tâm Thông tin Quốc tế của Olympic Hóa học quốc tế có trụ sở tại Bratislava, Slovakia.
Các nước muốn tham gia IChO phải gửi các quan sát viên đến hai kỳ Olympic liên tiếp trước khi học sinh nước họ có thể tham gia vào sự kiện này. Tổng cộng có 68 quốc gia đã tham gia vào IChO lần thứ 38 ở Hàn Quốc năm 2006: 67 nước tham gia cùng với 1 nước quan sát viên.

### Nội dung thi, ban giám khảo, và chấm điểm
kỳ thi bao gồm hai phần thi là một bài kiểm tra lý thuyết và một bài kiểm tra thực hành. Cả hai phần đều có thời lượng lên đến 5 giờ, và được tổ chức vào những ngày riêng biệt. Bài kiểm tra thực hành thường diễn ra trước khi kiểm tra lý thuyết. Việc kiểm tra lý thuyết có giá trị là 60 điểm và kiểm tra thực hành có giá trị là 40 điểm. Mỗi bài kiểm tra được đánh giá độc lập, tổng điểm các phần thi là kết quả chung cuộc của thí sinh. Một bồi thẩm đoàn khoa học, được thành lập bởi nước chủ nhà, sẽ đề nghị các đề thi. Ban giám khảo quốc tế, trong đó bao gồm 2 cố vấn từ mỗi nước tham gia, sẽ thảo luận về những đề thi và dịch chúng sang ngôn ngữ mẹ đẻ của học sinh nước họ.

### Dịch đề thi
Học sinh sẽ nhận được đề thi đã được dịch sang tiếng của từng nước. Nhiệm vụ của cố vấn là dịch đề thi từ tiếng Anh trước khi chúng được trao cho thí sinh. Sau khi kỳ thi được tổ chức và đánh giá bởi một ủy ban do nước chủ nhà chỉ định và trước khi trao giải, các cố vấn sẽ thảo luận về việc thẩm định các bài thi với các giám khảo của Ủy ban để đảm bảo công bằng trong việc thẩm định của họ. Bởi vì các cố vấn xem xét lại đề thi trước khi chúng được trao cho thí sinh, nên trước khi hoàn tất cả hai phần thi, bất kỳ thông tin liên lạc nào giữa các cố vấn và học sinh đều bị nghiêm cấm. Các học sinh được yêu cầu phải gửi lại nhà tổ chức tất cả điện thoại di động và máy tính xách tay họ có.

### Chương trình thi
Nội dung thi bao gồm nhiều môn thuộc các lĩnh vực khác nhau trong hóa học, gồm hóa hữu cơ, hóa vô cơ, hóa lý, hóa phân tích, hóa sinh và quang phổ học. Mặc dù đa số các môn này đã được bao gồm trong hầu hết các chương trình hóa học trung học, nhưng phần lớn, chúng được đánh giá ở mức độ sâu hơn và nhiều môn có thể đòi hỏi trình độ kiến thức và sự hiểu biết tương đương giáo dục sau trung học. Ngoài ra, hàng năm nước chủ nhà IChO sẽ đưa ra một tập hợp các bài toán chuẩn bị cho Olympic, trước khi kỳ thi này diễn ra. Những bài toán chuẩn bị này bao trùm các chủ đề chuyên biệt và có yêu cầu sâu hơn nhiều so với chương trình giáo dục sau trung học thông thường. Việc chuẩn bị cho Olympic Hóa học quốc tế đòi hỏi trình độ cao về sự hiểu biết và sự quan tâm đến hóa học, cũng như khả năng xuất sắc để có thể liên kết các chuyên ngành hóa học với nhau, và với thế giới thực tế.

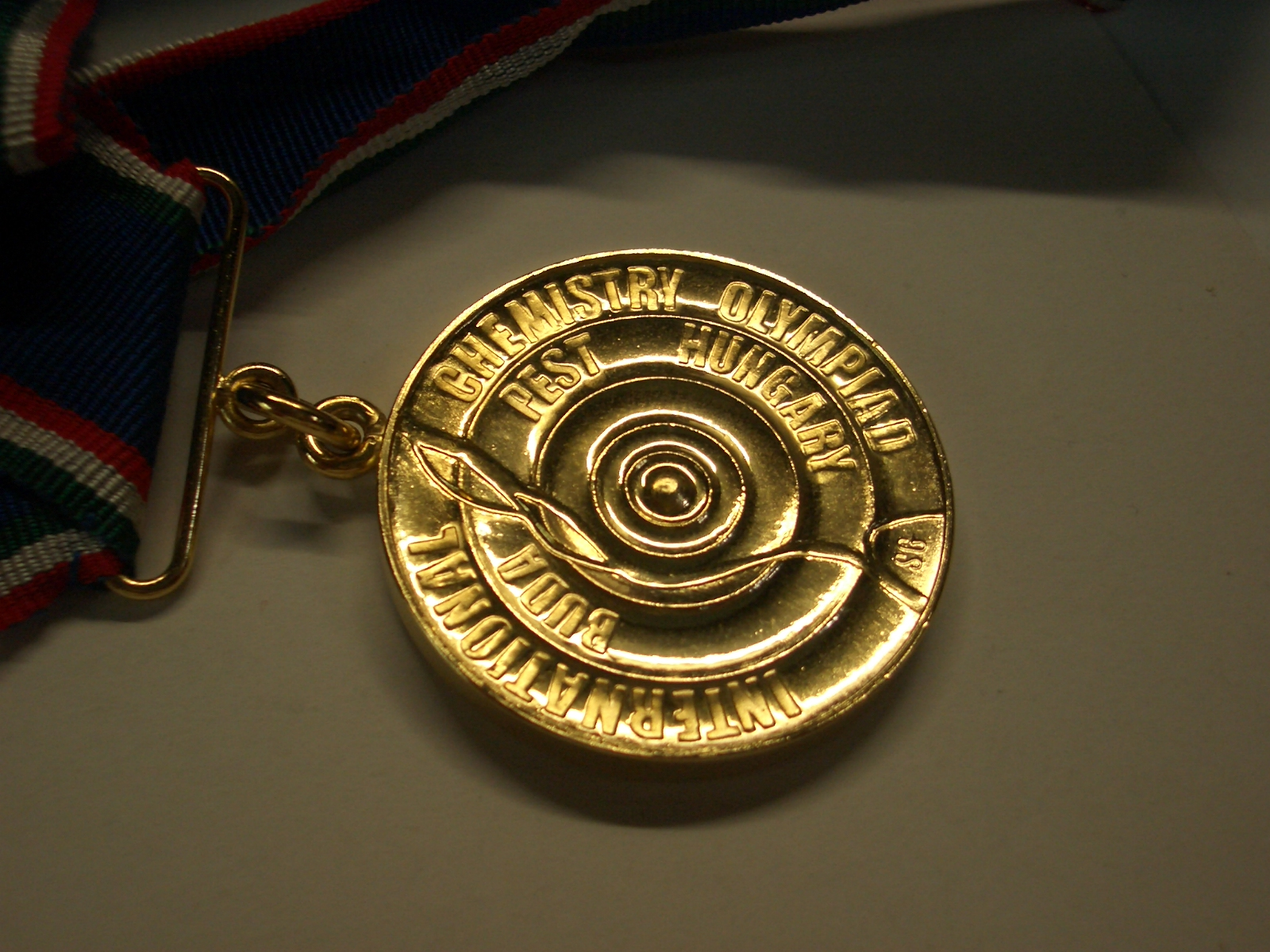
Huy chương Vàng Olympic Hóa học quốc tế lần thứ 40

### Giải thưởng
Tất cả thí sinh được xếp hạng dựa theo điểm cá nhân của họ và không có điểm chính thức cho đội. Huy chương Vàng được trao cho 10% số học sinh đạt điểm cao nhất, Huy chương Bạc được trao cho 20% số học sinh tiếp theo, và Huy chương Đồng được trao cho 30% số học sinh tiếp đó. Bằng danh dự được trao cho thí sinh mà không giành được huy chương, nhưng đạt điểm số tối đa một bài toán trong phần thi lý thuyết hoặc phần thi thực hành. Một giải đặc biệt được trao cho thí sinh có tổng điểm cao nhất. Hai giải thưởng riêng đặc biệt được dành cho những thí sinh có được điểm số tốt nhất trong các phần thi lý thuyết và thực hành. Thỉnh thoảng, một giải thưởng đặc biệt khác được trao cho nữ thí sinh đạt điểm cao nhất.
Những sự kiện này cũng là cơ hội cho học sinh xuất sắc gặp gỡ mọi người từ khắp nơi trên thế giới, chia sẻ những sở thích chung, đi thăm những nơi khác nhau, và để liên lạc với các nền văn hóa khác. Vì mục đích của kỳ thi là giúp tăng cường quan hệ hữu nghị giữa thanh thiếu niên từ các quốc gia khác nhau, khuyến khích hợp tác và hiểu biết quốc tế.

## Việc chuẩn bị cho kỳ thi
Mặc dù mỗi quốc gia tự do chọn đội tuyển của nước mình theo bất kỳ tiêu chí phù hợp nào, quá trình lựa chọn vẫn thường liên quan đến việc tổ chức các kỳ thi Olympic cấp quốc gia và khu vực. Nhiều nước đã tổ chức "trại huấn luyện" cho những học sinh hàng đầu của họ. Ở các trại huấn luyện này, các cố vấn sẽ cung cấp cho các học sinh khóa học tăng tốc tương đương trình độ cao đẳng trong ngành hóa học, với trọng tâm là các chủ đề bao trùm các bài toán chuẩn bị Olympic, và huấn luyện cho phần thi thực hành của năm đó. Đã có thỏa hiệp rằng, những chương trình đào tạo như vậy không được kéo dài quá thời gian hai tuần. Nhưng hàng năm vẫn có những cáo buộc cho rằng, một số nước đã vượt quá giới hạn này hàng tháng, hoặc thậm chí cả năm trời. Mối quan tâm khác là một số nước có xu hướng đưa cũng những học sinh đó thi năm này qua năm khác, giúp cho họ có thể giành được huy chương tốt hơn. Mặc dù một số người tin rằng việc này là chống lại tinh thần của Olympic, nhiều quốc gia vẫn gặp khó khăn trong quyết định để lại những học sinh ưu tú nhất của họ ở nhà.

## Lịch sử
Ý tưởng Olympic Hóa học quốc tế đã được phát triển tại Tiệp Khắc cũ vào năm 1968. Nó được thiết kế với mục đích tăng số lượng liên lạc quốc tế và trao đổi thông tin giữa các quốc gia. Lời mời đã được ủy ban quốc gia Séc gửi đến tất cả các nước xã hội chủ nghĩa, ngoại trừ România. Tuy nhiên, vào tháng 5 năm 1968, quan hệ giữa Tiệp Khắc và Liên Xô trở nên nhạy cảm nên chỉ có Ba Lan và Hungary tham gia kỳ thi quốc tế đầu tiên này.
Olympic Hóa học quốc tế lần thứ nhất diễn ra ở Praha từ ngày 18 tháng 6 đến ngày 21 tháng 6 năm 1968. Mỗi nước trong số ba nước tham gia đã gửi tới một nhóm sáu học sinh, và bốn bài tập lý thuyết đã được giải quyết. Bản hướng dẫn cho các kỳ thi tiếp theo đã được đề xuất. Olympic Hóa học quốc tế lần thứ hai diễn ra vào năm 1969 tại Ba Lan, và Bulgaria cũng đã tham gia. Mỗi đội gồm năm học sinh, và phần thi thực nghiệm đã được bổ sung. Quyết định này được đưa ra để mời thêm các nước xã hội chủ nghĩa tới các kỳ thi tương lai và để hạn chế số lượng học sinh đến bốn. Olympic lần thứ ba vào năm 1970 đã được tổ chức tại Hungary với sự tham gia của các nước mới là Đông Đức, România và Liên Xô. Trong kỳ thi này, hơn ba giải thưởng đã được phân phát cho các em học sinh.
Olympic không được tổ chức vào năm 1971, vì ở phần cuối của kỳ thi năm 1970, nhà tổ chức và chủ nhà không thể nhất trí cho sự kiện tiếp theo. Điều này đã được giải quyết trong vòng ba năm kế đó bằng thỏa hiệp ngoại giao để Liên bang Xô viết làm chủ nhà năm 1972, Bulgaria vào năm 1973, và Romania vào năm 1974. Năm 1972 là lần đầu tiên mà các nhiệm vụ chuẩn bị cho Olympic Hóa học quốc tế được tạo ra. Ngoài ra, tại một phiên họp của ban giám khảo, có ý kiến cho rằng các lời mời nên được gửi tới Việt Nam, Mông Cổ, và Cuba. Nhưng thật không may, những lời mời này đã không được gửi đi, và chỉ có 7 quốc gia dự thi trong năm 1973.
Năm 1974, România đã mời Thụy Điển và Nam Tư đến tham dự Olympic ở Bucharest; Đức và Áo đã gửi tới các quan sát viên. Cộng hòa Liên bang Đức là quốc gia NATO đầu tiên có đại diện quan sát viên và điều này chỉ có thể xảy ra bởi vì chính phủ Brandt đã có hợp đồng ở phía Đông. Như vậy, trong năm 1975, Tây Đức, Áo, và Bỉ cũng đã tham gia vào Olympic Hóa học quốc tế.
Olympic đầu tiên không ở một nước xã hội chủ nghĩa đã diễn ra vào năm 1980 ở Linz, nước Áo, mặc dù Liên Xô đã không tham gia. Kể từ đó số lượng các nước tham gia đã tăng lên đều đặn. Năm 1980, chỉ có 13 quốc gia đã tham gia nhưng con số này tăng lên 21 vào Olympic năm 1984 tại Frankfurt / Main. Với sự sụp đổ của Bức màn sắt và sự tan vỡ của Liên Xô thành các quốc gia độc lập vào đầu những năm 1990, số lượng người tham gia tăng lên một lần nữa. Ngoài ra, sự quan tâm của các nước châu Á và các nước Mỹ Latinh cũng trở nên rõ ràng hơn với số lượng người tham gia ngày càng tăng. Có tất cả 47 đoàn đã tham gia vào năm 1998 (IChO lần thứ 30 tổ chức ở Melbourne, Australia, từ 5 tháng 7 đến 14 tháng 7 năm 1998).
Hiện nay, có 75 quốc gia tham dự Olympic Hóa học quốc tế.

## Danh sách các kì thi IChO
| Thứ tự | Thành phố                                 | Quốc gia                             | Ngày                              | Website |
| ------ | ----------------------------------------- | ------------------------------------ | --------------------------------- | ------- |
| 1      | Prague                                    | Tiệp Khắc                            | 18–21 tháng 6 năm 1968            |         |
| 2      | Katowice                                  | Ba Lan                               | 16–20 tháng 6 năm 1969            |         |
| 3      | Budapest                                  | Hungary                              | 1–5 tháng 7 năm 1970              |         |
| —      | không được tổ chức vào năm 1971           | —                                    | —                                 |         |
| 4      | Moskva                                    | Liên Xô                              | 1–5 tháng 7 năm 1972              |         |
| 5      | Sofia                                     | Bulgaria                             | 1–5 tháng 7 năm 1973              |         |
| 6      | Bucharest                                 | România                              | 1–5 tháng 7 năm 1974              |         |
| 7      | Veszprém                                  | Hungary                              | 1–5 tháng 7 năm 1975              |         |
| 8      | Halle                                     | Đông Đức                             | 10–19 tháng 7 năm 1976            |         |
| 9      | Bratislava                                | Tiệp Khắc                            | 4–14 tháng 7 năm 1977             |         |
| 10     | Toruń                                     | Ba Lan                               | 3–13 tháng 7 năm 1978             |         |
| 11     | Leningrad                                 | Liên Xô                              | 2–11 tháng 7 năm 1979             |         |
| 12     | Linz                                      | Áo                                   | 13–23 tháng 7 năm 1980            |         |
| 13     | Burgas                                    | Bulgaria                             | 13–23 tháng 7 năm 1981            |         |
| 14     | Stockholm                                 | Thụy Điển                            | 3–12 tháng 7 năm 1982             |         |
| 15     | Timişoara                                 | România                              | 2–11 tháng 7 năm 1983             |         |
| 16     | Frankfurt                                 | Tây Đức                              | 1–5 tháng 7 năm 1984              |         |
| 17     | Bratislava                                | Tiệp Khắc                            | 1–8 tháng 7 năm 1985              |         |
| 18     | Leiden                                    | Hà Lan                               | 6–15 tháng 7 năm 1986             |         |
| 19     | Veszprém                                  | Hungary                              | 6–15 tháng 7 năm 1987             |         |
| 20     | Espoo                                     | Phần Lan                             | 2–9 tháng 7 năm 1988              |         |
| 21     | Halle                                     | Đông Đức                             | 2–10 tháng 7 năm 1989             |         |
| 22     | Paris                                     | Pháp                                 | 8–17 tháng 7 năm 1990             |         |
| 23     | Łódź                                      | Ba Lan                               | 7–15 tháng 7 năm 1991             |         |
| 24     | Pittsburgh và Washington tháng 7 năm D.C. | Hoa Kỳ                               | 1–22 tháng 7 năm 1992             |         |
| 25     | Perugia                                   | Ý                                    | 1–22 tháng 7 năm 1993             |         |
| 26     | Oslo                                      | Na Uy                                | 3–11 tháng 7 năm 1994             | [ 2 ]   |
| 27     | Bắc Kinh                                  | Trung Quốc                           | 13–20 tháng 7 năm 1995            |         |
| 28     | Moskva                                    | Nga                                  | 14–23 tháng 7 năm 1996            |         |
| 29     | Montreal                                  | Canada                               | 13–22 tháng 7 năm 1997            |         |
| 30     | Melbourne                                 | Úc                                   | 5–14 tháng 7 năm 1998             |         |
| 31     | Bangkok                                   | Thái Lan                             | 4–11 tháng 7 năm 1999             |         |
| 32     | Copenhagen                                | Đan Mạch                             | 2–11 tháng 7 năm 2000             |         |
| 33     | Mumbai                                    | Ấn Độ                                | 6–15 tháng 7 năm 2001             | [ 3 ]   |
| 34     | Groningen                                 | Hà Lan                               | 5–14 tháng 7 năm 2002             |         |
| 35     | Athens                                    | Hy Lạp                               | 5–14 tháng 7 năm 2003             | [ 4 ]   |
| 36     | Kiel                                      | Đức                                  | 18–27 tháng 7 năm 2004            | [ 5 ]   |
| 37     | Đài Bắc                                   | Đài Loan                             | 16–25 tháng 7 năm 2005            | [ 6 ]   |
| 38     | Gyeongsan                                 | Hàn Quốc                             | 1–11 tháng 7 năm 2006             | [ 7 ]   |
| 39     | Moskva                                    | Nga                                  | 15–24 tháng 7 năm 2007            | [ 8 ]   |
| 40     | Budapest                                  | Hungary                              | 12–21 tháng 7 năm 2008            | [ 9 ]   |
| 41     | Cambridge                                 | Anh Quốc                             | 18–27 tháng 7 năm 2009            | [ 10 ]  |
| 42     | Tokyo                                     | Nhật Bản                             | 19–28 tháng 7 năm 2010            | [ 11 ]  |
| 43     | Ankara                                    | Thổ Nhĩ Kỳ                           | 9–18 tháng 7 năm 2011             | [ 12 ]  |
| 44     | Washington tháng 7 năm D.C.               | Hoa Kỳ                               | 21–30 tháng 7 năm 2012            | [ 13 ]  |
| 45     | Moskva                                    | Nga                                  | 15–24 tháng 7 năm 2013            | [ 14 ]  |
| 46     | Hà Nội                                    | Việt Nam                             | 20–29 tháng 7 năm 2014            | [ 15 ]  |
| 47     | Baku                                      | Azerbaijan                           | 20–29 tháng 7 năm 2015            | [ 16 ]  |
| 48     | Tbilisi                                   | Georgia                              | 23 tháng 7 đến 1 tháng 8 năm 2016 | [ 17 ]  |
| 49     | Nakhon Pathom                             | Thái Lan                             | 6-15 tháng 7 năm 2017             | [ 18 ]  |
| 50     | Prague và Bratislava                      | Séc, Slovakia                        | 19-29 tháng 7 năm 2018            | [ 19 ]  |
| 51     | Paris                                     | Pháp                                 | 21-30 tháng 7 năm 2019            | [ 19 ]  |
| 52     | Istanbul (hình thức trực tuyến)           | Thổ Nhĩ Kỳ                           | 23-30 tháng 7 năm 2020            |         |
| 53     | Osaka (hình thức trực tuyến)              | Nhật Bản                             | 24 tháng 7 đến 2 tháng 8 năm 2021 | [ 19 ]  |
| 54     | Thiên Tân                                 | Trung Quốc                           | 10-18 tháng 7 năm 2022            |         |
| 55     | Zurich                                    | Thuỵ Sĩ                              | 16-25 tháng 7 năm 2023            |         |
| 56     | Riyadh                                    | Ả Rập Xê Út                          | 21-30 tháng 7 năm 2024            |         |
| 57     | Dubai                                     | Các Tiểu vương quốc Ả Rập Thống nhất | 5-14 tháng 7 năm 2025             |         |
| 58     | Tashkent                                  | Uzbekistan                           | 1-10 tháng 7 năm 2026             |         |
| 59     |                                           | Đài Loan                             | năm 2027                          |         |